# Południowa Afryka na Zimowych Igrzyskach Olimpijskich 2010

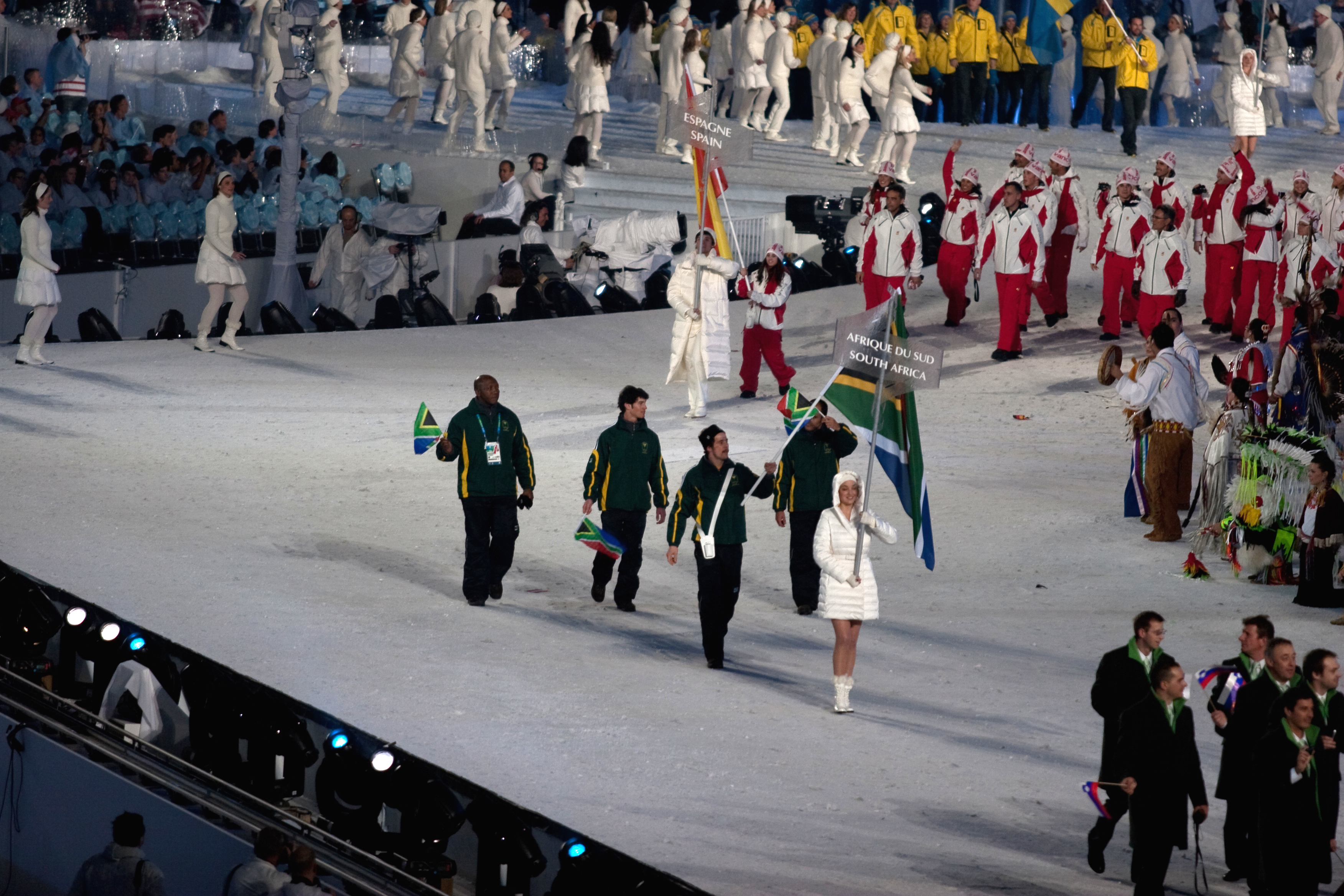
Reprezentacja Południowej Afryki podczas uroczystości otwarcia igrzysk.

Południową Afrykę na Zimowych Igrzyskach Olimpijskich 2010 reprezentowało dwóch zawodników.

## Narciarstwo alpejskie
Mężczyźni
| Zawodnik    | Konkurencja               | Konkurencja               | Konkurencja               | Konkurencja               | Konkurencja               | Konkurencja               |
| Zawodnik    | Slalom gigant             | Slalom gigant             | Slalom gigant             | Slalom gigant             | Slalom gigant             | Slalom gigant             |
| Zawodnik    | Czas 1. przejazdu         | Pozycja                   | Czas 2. przejazdu         | Pozycja                   | Czas łączny               | Pozycja                   |
| ----------- | ------------------------- | ------------------------- | ------------------------- | ------------------------- | ------------------------- | ------------------------- |
| Peter Scott | Nie ukończył 1. przejazdu | Nie ukończył 1. przejazdu | Nie ukończył 1. przejazdu | Nie ukończył 1. przejazdu | Nie ukończył 1. przejazdu | Nie ukończył 1. przejazdu |

## Biegi narciarskie
Mężczyźni
| Zawodnik     | Konkurencja | czas    | Pozycja |
| ------------ | ----------- | ------- | ------- |
| Oliver Kraas | Sprint      | 4:04,19 | 61.     |